# Alysia meridiana
Alysia meridiana är en stekelart som beskrevs av Robert A.Wharton 1986. Alysia meridiana ingår i släktet Alysia och familjen bracksteklar. Inga underarter finns listade i Catalogue of Life.